# Моріс Вільямс (баскетболіст)
Моріс Вільямс (англ. Maurice Williams; нар. 19 грудня 1982), відомий як Мо Вільямс, — американський професійний баскетболіст. Виступає за клуб НБА «Юта Джаз» під 5 номером. Грає на позиції розігрувача. 

## Кар'єра в НБА
Вільямс був обраний на драфті 2003 клубом «Юта Джаз» під 47 номером.
У «Джаз» Вільямс провів лише один сезон, за цей час він жодного разу не з'явився у стартовій п'ятірці.
У статусі вільного агента Вільямс підписав контракт з «Мілвокі Бакс». У 2006 Моріс вперше зіграв у плей-оф НБА. 20 грудня 2006 Вільямс записав у свій актив перший у кар'єрі трипл-дабл. Влітку 2007 Вільямс став вільним агентом, але він вирішив підписати новий контракт з клубом
13 серпня 2008 Вільямс перейшов у «Клівленд Кавальєрз». У 2009 Моріс вперше став учасником матчу всіх зірок НБА. Він замінив травмованого Кріса Боша. Всього протягом регулярної першості 2008-09 Вільямс взяв участь в 81 грі з 82, і в усіх цих іграх розпочинав у стартовій п'ятірці. 
24 лютого 2011 Вільямс перейшов у «Лос-Анджелес Кліпперс». 
29 червня 2012 Вільямс повернувся у «Джаз».

### Статистика кар'єри в НБА

#### Регулярний сезон
| Сезон            | Команда                 | GP  | GS  | MPG  | FG%  | 3P%  | FT%  | RPG | APG | SPG | BPG | PPG  |
| ---------------- | ----------------------- | --- | --- | ---- | ---- | ---- | ---- | --- | --- | --- | --- | ---- |
| 2003–04          | Юта Джаз                | 57  | 0   | 13.5 | .380 | .256 | .786 | 1.3 | 1.3 | .5  | .0  | 5.0  |
| 2004–05          | Мілвокі Бакс            | 80  | 80  | 28.2 | .438 | .323 | .850 | 3.1 | 6.1 | .9  | .1  | 10.2 |
| 2005–06          | Мілвокі Бакс            | 58  | 12  | 26.4 | .424 | .382 | .850 | 2.5 | 4.0 | .9  | .1  | 12.1 |
| 2006–07          | Мілвокі Бакс            | 68  | 68  | 36.4 | .446 | .346 | .855 | 4.8 | 6.1 | 1.3 | .1  | 17.3 |
| 2007–08          | Мілвокі Бакс            | 66  | 66  | 36.5 | .480 | .385 | .856 | 3.5 | 6.3 | 1.2 | .2  | 17.2 |
| 2008–09          | Клівленд Кавальєрс      | 81  | 81  | 35.0 | .467 | .436 | .912 | 3.4 | 4.1 | .9  | .1  | 17.8 |
| 2009–10          | Клівленд Кавальєрс      | 69  | 68  | 34.2 | .442 | .429 | .894 | 3.0 | 5.3 | 1.0 | .3  | 15.8 |
| 2010–11          | Клівленд Кавальєрс      | 36  | 34  | 29.6 | .385 | .265 | .833 | 2.7 | 7.1 | .9  | .3  | 13.3 |
| 2010–11          | Лос-Анджелес Кліпперс   | 22  | 22  | 32.9 | .422 | .398 | .880 | 2.5 | 5.6 | .9  | .0  | 15.2 |
| 2011–12          | Лос-Анджелес Кліпперс   | 52  | 1   | 28.3 | .426 | .389 | .900 | 1.9 | 3.1 | 1.0 | .1  | 13.2 |
| 2012–13          | Юта Джаз                | 46  | 46  | 30.8 | .430 | .383 | .882 | 2.4 | 6.2 | 1.0 | .2  | 12.9 |
| 2013–14          | Портленд Трейл-Блейзерс | 74  | 0   | 24.8 | .417 | .369 | .876 | 2.1 | 4.3 | .7  | .1  | 9.7  |
| 2014–15          | Міннесота Тімбервулвз   | 41  | 19  | 28.0 | .403 | .347 | .851 | 2.4 | 6.4 | .7  | .2  | 12.2 |
| 2014–15          | Шарлотт Горнетс         | 27  | 14  | 30.8 | .390 | .337 | .892 | 2.8 | 6.0 | .6  | .2  | 17.2 |
| 2015–16†         | Клівленд Кавальєрс      | 41  | 14  | 18.2 | .437 | .353 | .905 | 1.8 | 2.4 | .3  | .1  | 8.2  |
| Кар'єра          | Кар'єра                 | 818 | 525 | 29.2 | .434 | .378 | .871 | 2.8 | 4.9 | .9  | .1  | 13.2 |
| Матчі всіх зірок | Матчі всіх зірок        | 1   | 0   | 17.0 | .500 | .400 | .000 | 2.0 | 5.0 | .0  | .0  | 12.0 |

#### Плей-оф
| Сезон   | Команда                 | GP | GS | MPG  | FG%  | 3P%  | FT%  | RPG | APG | SPG | BPG | PPG  |
| ------- | ----------------------- | -- | -- | ---- | ---- | ---- | ---- | --- | --- | --- | --- | ---- |
| 2006    | Мілвокі Бакс            | 5  | 0  | 15.0 | .500 | .182 | .000 | .6  | 2.0 | .2  | .0  | 7.2  |
| 2009    | Клівленд Кавальєрс      | 14 | 14 | 38.6 | .408 | .372 | .767 | 3.2 | 4.1 | .7  | .1  | 16.3 |
| 2010    | Клівленд Кавальєрс      | 11 | 11 | 37.4 | .409 | .327 | .804 | 3.1 | 5.4 | .5  | .2  | 14.4 |
| 2012    | Лос-Анджелес Кліпперс   | 11 | 0  | 20.8 | .436 | .364 | .923 | .8  | 1.4 | .5  | .5  | 9.6  |
| 2014    | Портленд Трейл-Блейзерс | 8  | 0  | 23.4 | .373 | .238 | .909 | 1.5 | 1.9 | .4  | .0  | 7.4  |
| 2016†   | Клівленд Кавальєрс      | 13 | 0  | 5.2  | .286 | .231 | .500 | 0.5 | 0.2 | .3  | .0  | 1.5  |
| Кар'єра | Кар'єра                 | 62 | 25 | 24.4 | .409 | .330 | .809 | 1.5 | 2.6 | .5  | .1  | 9.8  |